# Anton Hauptmann
Anton Hauptmann (* 9. Juni 1864 in Eschenbach in der Oberpfalz; † 28. Juli 1953 in Mindelheim) war ein deutscher Verwaltungsjurist und Ministerialbeamter in Bayern.

## Leben
Hauptmann studierte von 1882 bis 1886 Rechtswissenschaft an der Ludwig-Maximilians-Universität München. 1884 wurde er im Corps Ratisbonia München recipiert. Von 1887 bis 1890 war er am Amtsgericht Straubing, am Landgericht Straubing, beim Magistrat und beim Bezirksamt Straubing tätig. Er trat 1890 als Akzessist in die Verwaltung des Königreichs Bayern und war zunächst bei der Regierung von Niederbayern tätig. 1891 kam er als Bezirksamtsassessor zum Landkreis Kronach. Nach zwei Jahren als Regierungsassessor bei der Regierung von Oberbayern (wieder in der Kammer des Innern) wurde er 1902 Bezirksamtmann in Nördlingen. 1906 wurde er als Regierungsrat in das Bayerische Staatsministerium des Innern für Kirchen- und Schulangelegenheiten einberufen. Seit 1909 Oberregierungsrat, erhielt er am 1. März 1912 den Titel und Rang eines Ministerialrats. Im Ersten Weltkrieg diente er von 1914 bis zum Juli 1916 als Hauptmann d. R. und Kompaniechef bei der bayerischen Landwehr. In der Bayerischen Armee war er zuletzt Major. Im Staatsministerium für Unterricht und Kultus wurde er 1920 zum Ministerialdirektor und Bayerischen Staatsrat ernannt. Von 1920 bis 1922 war er Hochschulreferent. Am 1. August 1929 trat er in den Ruhestand. Zeitlebens war er ein aktiver Turner.

## Ehrungen
- Ehrendoktorwürde (Dr. med. h. c.) der drei bayerischen Universitäten[2]
- Ehrenbürger der Universität München (1929)[1]